# Baudouinia
Genre
Classification phylogénétique
Baudouinia est un genre de plantes à fleurs dicotylédones de la famille des Fabaceae, sous-famille des Caesalpinioideae, originaire de Madagascar, qui comprend six espèces acceptées.

## Liste d'espèces
Selon The Plant List (29 octobre 2018) :
- Baudouinia capuronii Du Puy & R.Rabev.
- Baudouinia fluggeiformis Baill.
- Baudouinia louvelii R.Vig.
- Baudouinia orientalis R.Vig.
- Baudouinia rouxevillei H.Perrier
- Baudouinia sollyaeformis Baill.